# Gasny
Gasny [ɡani] est une commune française située dans le département de l'Eure en région Normandie.
Les Ganytois en sont les résidents. Le nom du bourg se prononce « Gâny » [gɑni], conformément à l'étymologie.

## Géographie

### Localisation
La commune de Gasny est située à 6 km de Giverny, à 10 km de Vernon, à 18 km de Magny-en-Vexin, à 23 km de Mantes-la-Jolie et à 25 km des Andelys.
|                            | Heubécourt-Haricourt, Vexin-sur-Epte (comm. dél. d'Écos) | Vexin-sur-Epte (comm. dél. de Fourges) |
| Bois-Jérôme-Saint-Ouen     | Gasny                                                    | Amenucourt (Val-d'Oise)                |
| Sainte-Geneviève-lès-Gasny | Gommecourt (Yvelines)                                    | La Roche-Guyon (Val-d'Oise)            |

Le Mesnil Milon est le principal hameau de Gasny.

### Hydrographie
La commune est située dans le bassin Seine-Normandie. Elle est drainée par l'Epte, le fossé du Marais, des bras de l'Epte et divers autres petits cours d'eau,.
L'Epte, d'une longueur de 113 km, prend sa source dans la commune de Compainville et se jette  dans la Seine à Notre-Dame-de-la-Mer, après avoir traversé 44 communes.Les caractéristiques hydrologiques de l'Epte sont données par la station hydrologique située sur la commune de Vexin-sur-Epte. Le débit moyen mensuel est de 9,08 m3/s. Le débit moyen journalier maximum est de 48,7 m3/s, atteint lors de la crue du 24 mars 2001. Le débit instantané maximal est quant à lui de 50,7 m3/s, atteint le 23 mars 2001.

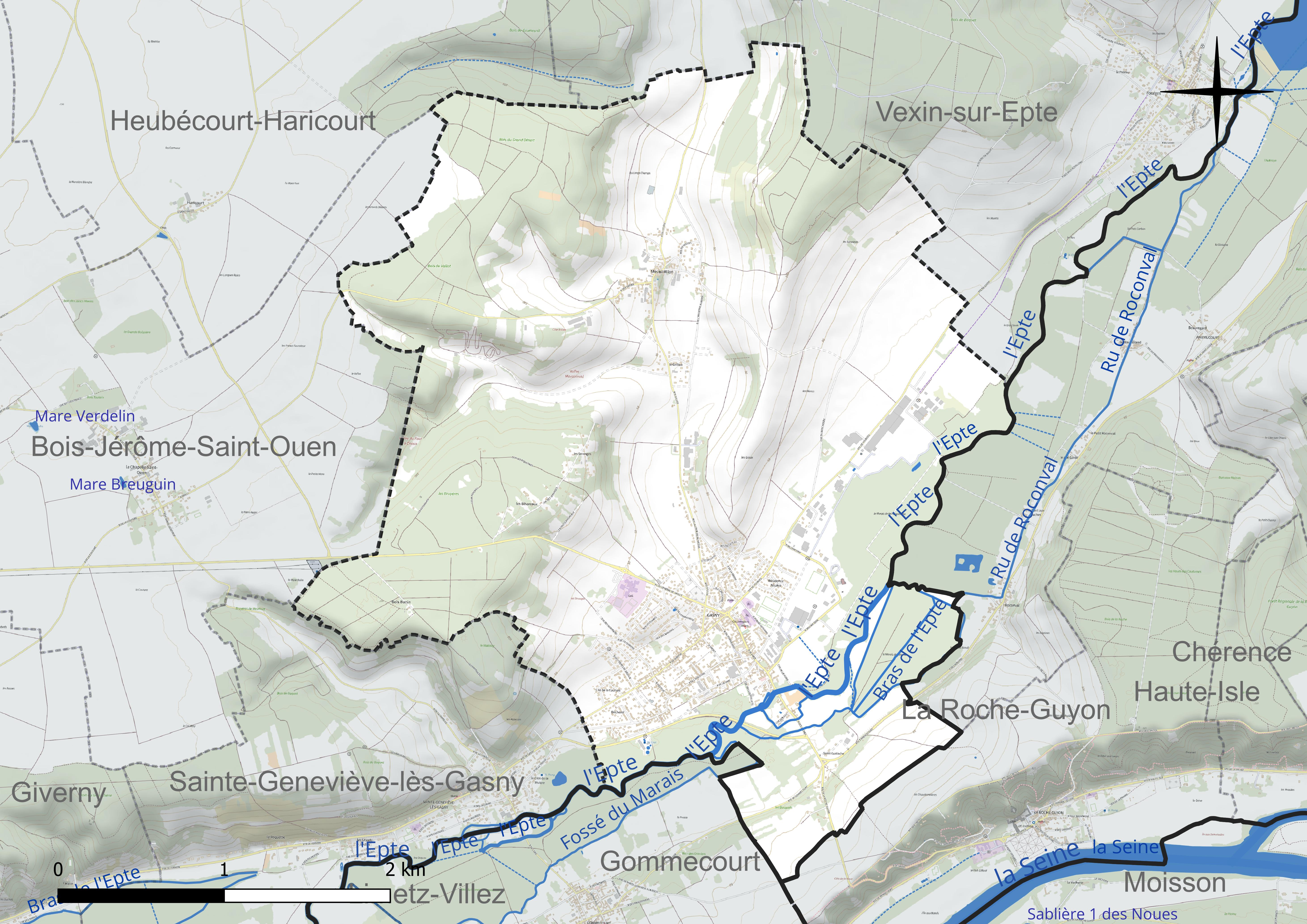
Réseau hydrographique de Gasny.

### Climat
Pour des articles plus généraux, voir Climat de la Normandie et Climat de l'Eure.
En 2010, le climat de la commune est de type climat océanique dégradé des plaines du Centre et du Nord, selon une étude du CNRS s'appuyant sur une série de données couvrant la période 1971-2000. En 2020, Météo-France publie une typologie des climats de la France métropolitaine dans laquelle la commune est exposée à un climat océanique et est dans la région climatique  Sud-ouest du bassin Parisien, caractérisée par une faible pluviométrie, notamment au printemps (120 à 150 mm) et un hiver froid (3,5 °C). Parallèlement le GIEC normand, un groupe régional d’experts sur le climat, différencie quant à lui, dans une étude de 2020, trois grands types de climats pour la région Normandie, nuancés à une échelle plus fine par les facteurs géographiques locaux. La commune est, selon ce zonage, exposée à un « climat des plateaux abrités », correspondant aux plaines agricoles de l’Eure, avec une pluviométrie beaucoup plus faible que dans la plaine de Caen en raison du double effet d’abri provoqué par les collines du Bocage normand et par celles qui s’étendent sur un axe du Pays d'Auge au Perche.
Pour la période 1971-2000, la température annuelle moyenne est de 11,1 °C, avec  une amplitude thermique annuelle de 14,5 °C. Le cumul annuel moyen de précipitations est de 688 mm, avec 11,1 jours de précipitations en janvier et 7,9 jours en juillet. Pour la période 1991-2020, la température moyenne annuelle observée sur la station météorologique la plus proche, située sur la commune de Magnanville à 15 km à vol d'oiseau, est de 11,6 °C et le cumul annuel moyen de précipitations est de 641,5 mm,. Pour l'avenir, les paramètres climatiques de la commune estimés pour 2050 selon différents scénarios d’émission de gaz à effet de serre sont consultables sur un site dédié publié par Météo-France en novembre 2022.

## Urbanisme

### Typologie
Au 1er janvier 2024, Gasny est catégorisée bourg rural, selon la nouvelle grille communale de densité à 7 niveaux définie par l'Insee en 2022.
Elle appartient à l'unité urbaine de Gasny, une agglomération intra-départementale dont elle est ville-centre,. Par ailleurs la commune fait partie de l'aire d'attraction de Paris, dont elle est une commune de la couronne,. 

### Occupation des sols
L'occupation des sols de la commune, telle qu'elle ressort de la base de données européenne d’occupation biophysique des sols Corine Land Cover (CLC), est marquée par l'importance des territoires agricoles (47,1 % en 2018), une proportion sensiblement équivalente à celle de 1990 (46,8 %). La répartition détaillée en 2018 est la suivante : 
terres arables (39,6 %), forêts (38,2 %), zones urbanisées (11,3 %), zones agricoles hétérogènes (4,9 %), prairies (2,6 %), zones industrielles ou commerciales et réseaux de communication (2,1 %), milieux à végétation arbustive et/ou herbacée (1,2 %). L'évolution de l’occupation des sols de la commune et de ses infrastructures peut être observée sur les différentes représentations cartographiques du territoire : la carte de Cassini (XVIIIe siècle), la carte d'état-major (1820-1866) et les cartes ou photos aériennes de l'IGN pour la période actuelle (1950 à aujourd'hui).

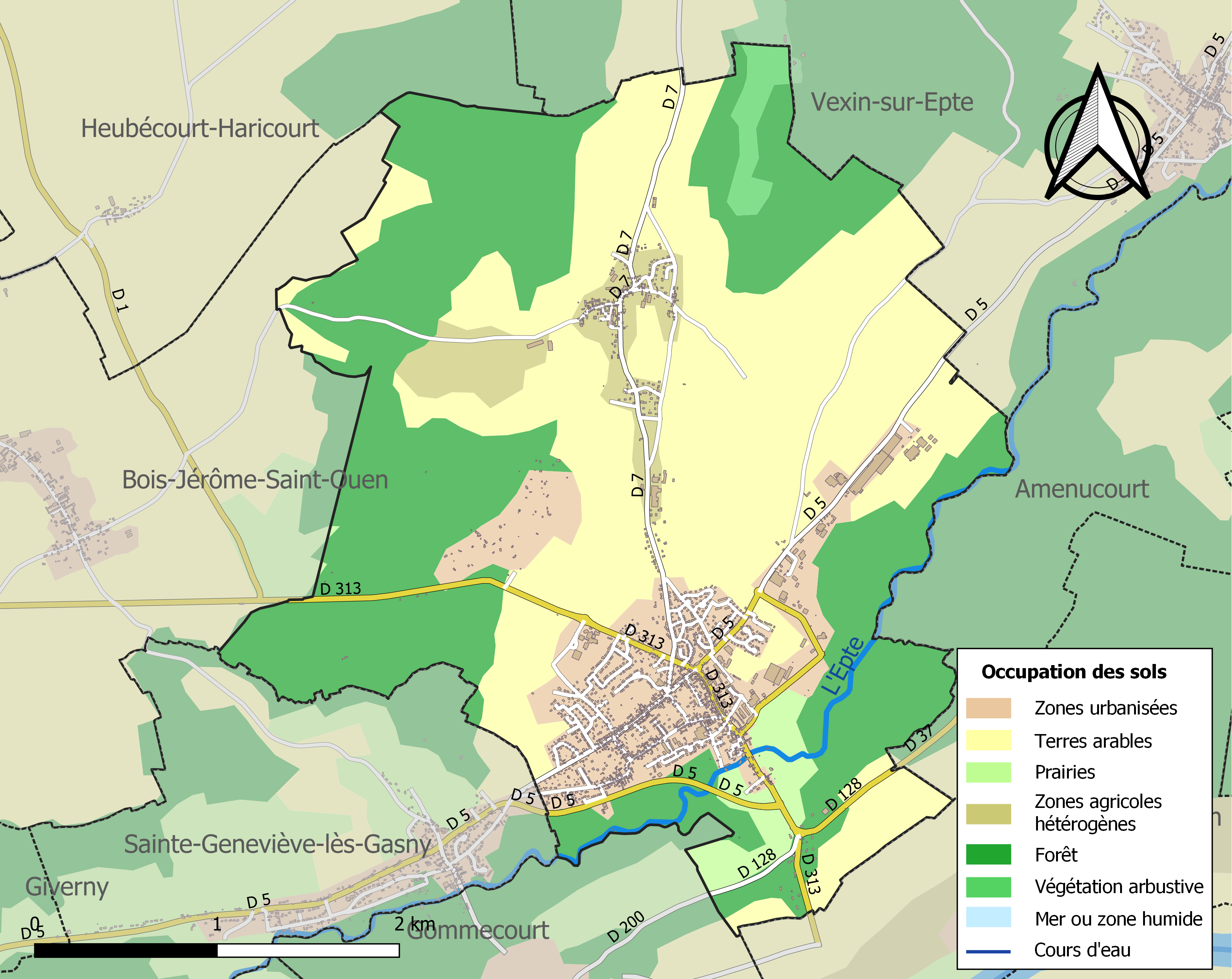
Carte des infrastructures et de l'occupation des sols de la commune en 2018 (CLC).

### Voies de communication et transports
Les gares les plus proches sont Bonnières (à 9 km) et Vernon - Giverny située à 10 km.

## Toponymie
Le village est attesté sous les formes latinisées Wadiniacus (charte de Charles le Chauve) et Vuadiniacum en 872 dans un récit de Riculf, archevêque de Rouen, Wadiniacus en 876 ; Wadiniacum vers 1025, Vadum Nigasii en 1118, Vani en 1167, Gaene en 1182 (archives de la Seine-Inférieure, fonds de Saint-Ouen), Gaani en 1190, Gaeneius en 1223 (cartulaire des baronnies de Saint-Ouen), Gaenium en 1223, S. Martinus de Gaani en 1249, Wandeniacus et  Waudeniacus en 1256 (archives de la Seine-Inférieure), Guaany en 1257, Gaegni en 1258 (cartulaire du Trésor), Gaaniacus en 1274, Wadeniacus en 1275 (cartulaire de Fécamp), Gaany en 1291 (livre des jurés de Saint-Ouen), Ganiacus en 1312 (charte de Philippe le Bel), Gaagny en 1339 (chron. des abbés de Saint-Ouen), Gaigny et Gueugny en 1331 (lettres du duc de Bourgogne), L’Ile-Gasny en 1561 (archives de la Seine-Inférieure).
Il s'agit d'un type toponymique gallo-roman *WADINIACU, un des nombreux toponymes en *-ACU (-acum), formé avec le nom de personne germanique *Wadinius, dérivé de Wado, ou encore avec ce dernier directement associé au suffixe allongé *-INIACU. La situation du village au sud-est de la ligne Joret explique pourquoi [w] est passé à [g] comme en français et non à [v] comme en normand septentrional.
La prononciation [gasni] est fautive car le -s- est purement graphique (il ne correspond pas à l'étymologie) et sert donc, dans ce cas, à marquer la fermeture originelle de -a- comme dans « pâte » (jadis paste, bien qu’il soit étymologique dans cet exemple précis) qui s'oppose théoriquement à « patte ».
On retrouve un nom de personne similaire dans Vagney et Guenay à Jaunay.

## Histoire
Écos aurait été, un 11 octobre du IIIe siècle de notre ère, le lieu du martyre de saint Nicaise, de saint Quirin, prêtre, et de saint Scuvicule, diacre, que l'on regarde comme les premiers apôtres de Normandie.
Lorsque leurs têtes furent tombées sous le fer du bourreau, Sisinnius Fescennius, gouverneur romain de la province, ordonna d’abandonner leurs corps aux oiseaux de proie, aux chiens et aux bêtes féroces, pour leur servir de pâture.
Mais pendant la nuit, après le départ des soldats, une vierge du nom de Pience, accompagnée de Clair du Beauvaisis, ancien prêtre des idoles que saint Nicaise avait converties, après lui avoir rendu la vue par l'eau du baptême, vinrent prendre les restes précieux des martyrs, les transportèrent dans une île de l’Epte [réf. nécessaire].
Après leur avoir rendu les honneurs de la sépulture, Pience, qui était propriétaire du lieu où les corps des saints avaient été inhumés, fit bâtir un oratoire sur leur tombeau.
Saint Clair et Pience eurent eux-mêmes à souffrir le martyre pour l’amour de Jésus-Christ, et leurs saints corps furent déposés à côté de ceux des saints martyrs Nicaise et Quirin.
On a fait la découverte d’un bout de voie romaine se dirigeant du sud au nord, et traversant l’Epte entre Sainte-Geneviève-lès-Gasny et la pointe du bois du Baquet. Ce bois ou campement du Baquet, par ses restes carrés et sa position admirable, semble indiquer un camp romain du Haut Empire.
Une tradition place entre Fourges et Gasny l’ancienne ville gallo-romaine de Toisy.

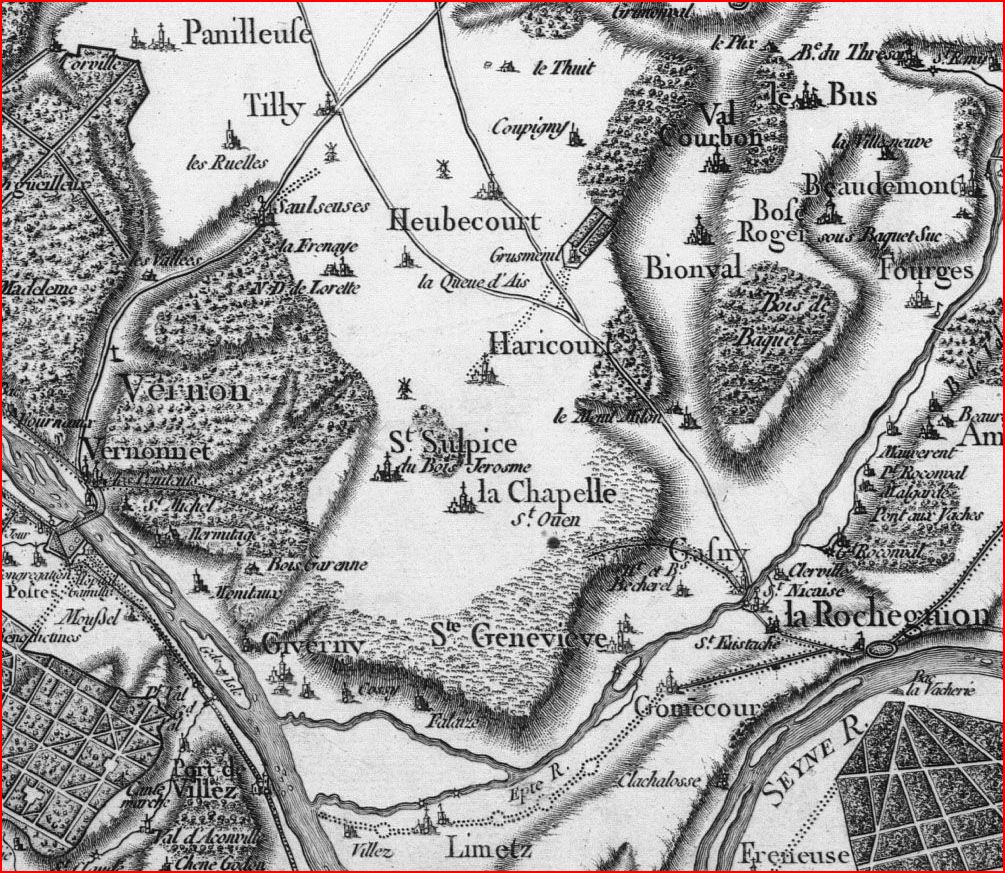
Carte de Cassini de 1784.

Sanctifié dès les premiers temps du christianisme par les précieux restes des martyrs, le bourg de Gasny ne vit plus la vraie foi périr dans son sein ; malgré les invasions des barbares qui se succédèrent presque sans relâche jusqu’au Ve siècle, il resta des chrétiens auprès de la chapelle qui renfermait les ossements des saints. Dès que la paix fut rendue en Gaule, une église chrétienne fut érigée à Gasny, qui symbolise la fin du temps païen.
Vers 660, les grands miracles qui s’opéraient à l’oratoire de l’île de Gasny attirèrent l’archevêque de Rouen. Ce grand homme, dénommé Ouen ou Dadon, qui mit la dernière main à l’organisation du catholicisme dans la contrée et qui la couvrit de monuments religieux, éleva un monastère sur le tombeau du premier de ses prédécesseurs ; il y appela des religieux, tirés du couvent dédié à saint Pierre et saint Paul de Rouen, qui depuis, s’est appelé l’abbaye Saint-Ouen. On retira alors les corps des saints de l’ancien oratoire, pour les placer dans l’église du nouveau prieuré. Saint Ouen, en fondant un prieuré à Gasny, avait préparé un asile pour ces précieuses reliques.
Le 10 mai 841, les Vikings entraient dans la Seine sous la conduite d’Asgeir, et quelques jours après, ils livraient Rouen aux flammes. C’est alors que Riculphe, abbé de Saint-Ouen, fit placer dans une châsse magnifique le corps du saint patron de son monastère et le fit transporter dans le prieuré que les religieux possédaient à Gasny.
Une charte du duc Richard II de Normandie en faveur de Saint-Ouen de Rouen cite parmi les dépendances du prieuré de Gasny, outre l’église et la paroisse de ce nom, Coupigny, Fourges, Saint-Rémy avec l’église, Bazincourt, le cinquième de Bionval avec l’église, le Mesnil Milon, Sainte-Geneviève, Giverny, Villez, Limetz et le monastère Saint-Hugues.
En 1118, au moment où Henri Ier Beauclerc, duc de Normandie, prenait le château de Saint-Clair-sur-Epte, Louis le Gros s’avança sur Gasny avec une poignée d’hommes ; c’était un lieu de défense assez sûr, à cause des eaux qui l’environnaient de tous côtés, et l’église était fortifiée par une tour. Louis le Gros y fit passer d’abord quelques-uns de ses gens déguisés en moines puis, à leur suite, il pénétra jusqu'au centre de la place, où il s’établit.
Le duc de Normandie accourut et posta un grand nombre d’archers et d’arbalétriers normands sur deux éminences voisines ; ils y construisirent deux forts que les Français appelaient par dérision l’un La Bastide Féroce et l’autre Le Piège à Canards.
Le Mal Assis ou Malassis, aujourd'hui sur la commune de Sainte-Geneviève-lès-Gasny, fut attaqué et détruite, l'année même de son édification, par Louis le Gros qui en expulsa les Normands. Une portion du territoire de Sainte-Geneviève a gardé le nom de « Piège à Canards ». Le Gîte à Lièvres serait quant à lui situé à la lisière du Bosc Roger, sous la dénomination actuelle de Butte à l’Anglais.
Louis VII le Jeune brûla en 1167 les fermes du prieuré de Gasny pour punir une jacquerie locale, dirigée par Garin Deschamps qui fut prestement exécuté le 10 août de cette même année.
En 1190, un différend très sérieux s’était formé entre d’une part l’abbé de Saint-Ouen et le prieur de Saint-Nicaise de Gasny, et d’autre part Guillaume de Givry et ses enfants. Un duel judiciaire était imminent. Quand les parties finirent par s’entendre, l’abbé et le prieur de Saint-Nicaise donnèrent 15 livres parisis à Guillaume de Givry et à ses enfants, qui de leur côté renoncèrent à leurs prétentions sur le village.
Philippe Auguste abolit en 1221 la redevance annuelle de 60 muids de vin et trois bottes de carottes que l’abbé et les moines de Saint-Ouen lui devaient pour le territoire de Gasny, à la charge pour eux de payer annuellement 321,8 sols parisis au roi ou à son châtelain de Gisors et 6 muids de vin aux moines de Notre-Dame du Pré qui avaient la dîme de ladite redevance.
L’archevêque de Rouen Eudes Rigaud visita le prieuré de Gasny trente fois entre 1249 et 1269, et son journal relate presque toujours les mêmes informations. Les moines mangeaient de la viande, ne faisaient pas le jeûne et allaient voir le bordel du village, en un mot n’observaient aucune règle. En 1259, il n’y avait que trois moines dans le prieuré, les terres n’étaient pas cultivées, et les bâtiments tombaient en ruines. L’année suivante, frère Roger d’Andely était prieur, puis remplacé en 1265 par Jean de Fontaine-en-Bray. Lors de la dernière visite faite par l’archevêque en 1269, Jean de Beauvais était prieur.
En 1270, Jean du Bois, Pierre des Essarts, Vaudevyre le Roux et plusieurs seigneurs du voisinage envahissent le prieuré de Gasny, ils menacèrent de mort, injurièrent et frappèrent les moines, violant les sœurs du prieuré voisin. Ceux-ci s’étant plaints, ceux-là furent condamnés à verser une amende envers le roi ou l’abbaye de Saint-Ouen et les complices à la prison.
En 1273, Jean de Fontaines, ancien prieur de Gasny, fut nommé abbé de Saint-Ouen ; quelques années après, Guy de la Roche-Guyon confirma, par l’empreinte de son sceau, la vente faite aux religieux de Saint-Ouen par Guillot Oinville, d’un droit de travers qu’il avait en l’île de Gasny. Le prieuré était baronnie et avait droit de justice en France. La partie de Gasny située dans l’île ressortissait du Parlement de Paris, et le reste, placé sur la rive droite de l’Epte, du Parlement de Normandie.
Le livre des jurés de Saint-Ouen, dressé en 1291, contient l’énumération des biens de l’abbaye de Saint-Ouen à Gasny. La baronnie de Gasny devait au roi en sa châtellenie de Vernon une pelisse et une botte telle que le couvent les a, d’une valeur de 50 sols parisis. Elle se composait du prieuré de Saint-Nicaise et des fiefs de Palefroy, de Bionval, de Fourges, de Sainte-Geneviève, de La Chapelle-Saint-Ouen et de Giverny. Renaud de Lisieux, cellérier de Saint-Ouen, était prieur de Gasny. Il fut remplacé en 1362 par Dom Jean du Neubourg.
Au cours du XIVe siècle, les religieux de Saint-Ouen récoltaient chaque année, bon an mal an 40 litres de vin dans leur domaine de Gasny.
En date de 1480, on a une ordonnance de Claude Le Boucher. Bailli de haute justice de Gasny l’Île, au sujet de la police de la foire.
En 1491, Roger Nouvel était prieur du prieuré de Gasny l’Île.
En 1561, Pierre Sebastery, docteur en droit, était prieur et seigneur de Gasny l’Île. Vers 1600, Étienne Bernard, chevalier de l’ordre de Notre-Dame du Mont-Carmel, prieur commendataire, seigneur spirituel et temporel de Gasny, fit au roi la déclaration des biens de son prieuré.
En 1634, Gilles Thouroude était prieur de Saint-Nicaise de Gasny. Il eut pour successeur Dominique Thouroude, qualifié de seigneur et prieur de Saint-Nicaise de Gasny l’Île.
Le manoir de Gasny fut donné à bail en 1671, par noble et scientifique personne messire Jacques Lalloyer, seigneur prieur spirituel et temporel du prieuré de Gasny l’Île.
Une enquête faite en 1678 révèle que, depuis fort longtemps, le prieuré de Gasny était à l’abandon : on ne disait plus qu’une messe par semaine. Par la négligence du prieur, la chaussée de Saint-Nicaise à La Roche-Guyon était en ruine.
En 1687, le curé, en réponse au questionnaire de Mgr Colbert, se plaint de certaines veillées ou assemblées nocturnes de femmes et de filles, instituées d’abord sous prétexte de filer et qui, continuées très tard dans la nuit et envahies par les garçons du pays, avaient par la licence qui y régnait acquis le surnom de bureau du diable. MM. les prédicateurs, dit le curé, y ont perdu toutes leurs paroles.
La même année, Dom Jean Bertel se démit de son prieuré de Gasny, qu’il remit à l’archevêque de Rouen pour être uni au collège des jésuites, ce qui eut lieu le 24 mars 1691. Par suite de la suppression des jésuites, les revenus de Gasny furent adjugés par arrêt du parlement au bureau des Économats, puis donnés en 1761 au collège de Rouen.
En 1789, Pierre-Nicolas Boucherot, curé de Gasny, adressa une supplique à l’administration du collège de Rouen. Il demandait que l’église du prieuré fût réparée ou supprimée par respect pour le culte divin. Elle est exactement, dit la supplique, devenue un colombier d’où les pigeons ne bougent ni jour ni nuit, en sorte que le pavé jusqu’à l’autel est jonché de leur fiente.
L’église primitive de Gasny, qui avait été édifiée dès l’époque mérovingienne, fut détruite dans l'expédition de Vaudevire le Roux. Les religieux de Saint-Ouen, ayant appelé l'architecte renommé quoique sourd Pierre Descoings, la reconstruisirent au commencement du XIIIe siècle, et l’on voit encore quelques vestiges de cette seconde construction dans l’église actuelle, qui fut élevée vers 1480 (chœur et transept). Une confrérie de Saint-Roch pour assister les malades fut établie à Gasny en 1658.

## Politique et administration

### Liste des maires
| Période                                  | Période       | Identité               | Étiquette | Qualité                                       |
| ---------------------------------------- | ------------- | ---------------------- | --------- | --------------------------------------------- |
| Les données manquantes sont à compléter. |               |                        |           |                                               |
| ca 1811                                  | ca 1819       | François Robert Drony  |           | propriétaire de l'abbaye Notre-Dame du Trésor |
| Les données manquantes sont à compléter. |               |                        |           |                                               |
| 1876                                     | 1881          | Célestin Potfer        |           |                                               |
| 1881                                     | 1884          | Jean-Baptiste Brault   |           |                                               |
| 1884                                     | 1892          | Charles Casquant       |           |                                               |
| 1892                                     | 1896          | Victor Leclerc         |           |                                               |
| 1896                                     | mai 1900      | Adrien Legoux          |           |                                               |
| mai 1900                                 | 1907          | Victor Leclerc         |           |                                               |
| 1907                                     | mai 1912      | Narcisse Suze          |           |                                               |
| mai 1912                                 | 1916          | Victor Leclerc         |           |                                               |
| 1916                                     | décembre 1919 | Alfred Dreyfus         |           |                                               |
| décembre 1919                            | mai 1925      | Gaston Cressy          |           |                                               |
| mai 1925                                 | mai 1929      | Louis Demantes         |           |                                               |
| mai 1929                                 | mai 1935      | Paul Nichon            |           |                                               |
| mai 1935                                 | 1938          | Henri Boutin           |           | Instituteur honoraire                         |
| 1938                                     | 1944          | Alexandre Delarue      |           |                                               |
| 1944                                     | mai 1945      | Georges Pignard        |           |                                               |
| mai 1945                                 | 1954          | Paul Morand            |           |                                               |
| 1954                                     | 1957          | Albert Durdant         |           |                                               |
| 1957                                     | mars 1983     | Edmond Lemoine         |           |                                               |
| mars 1983                                | mars 2001     | Jean-Baptiste Le Clair | RPR       | Contremaître                                  |
| mars 2001                                | mars 2008     | Claude Pichon          | DVD       | Comptable                                     |
| mars 2008                                | En cours      | Pascal Jolly           | DVG       | Agent de maitrise                             |

### Jumelages
- Castle Donington (Angleterre) depuis 1983.

## Démographie
L'évolution du nombre d'habitants est connue à travers les recensements de la population effectués dans la commune depuis 1793. Pour les communes de moins de 10 000 habitants, une enquête de recensement portant sur toute la population est réalisée tous les cinq ans, les populations de référence des années intermédiaires étant quant à elles estimées par interpolation ou extrapolation. Pour la commune, le premier recensement exhaustif entrant dans le cadre du nouveau dispositif a été réalisé en 2006.

En 2022, la commune comptait 3 080 habitants, en évolution de −0,16 % par rapport à 2016 (Eure : −0,25 %, France hors Mayotte : +2,11 %).
| 1793 | 1800  | 1806  | 1821  | 1831  | 1836  | 1841  | 1846  | 1851  |
| ---- | ----- | ----- | ----- | ----- | ----- | ----- | ----- | ----- |
| 990  | 1 105 | 1 052 | 1 091 | 1 124 | 1 182 | 1 186 | 1 170 | 1 136 |

| 1856  | 1861 | 1866 | 1872 | 1876 | 1881 | 1886 | 1891 | 1896 |
| ----- | ---- | ---- | ---- | ---- | ---- | ---- | ---- | ---- |
| 1 040 | 974  | 897  | 836  | 830  | 801  | 822  | 863  | 823  |

| 1901 | 1906 | 1911 | 1921 | 1926 | 1931 | 1936 | 1946 | 1954  |
| ---- | ---- | ---- | ---- | ---- | ---- | ---- | ---- | ----- |
| 904  | 848  | 907  | 877  | 914  | 935  | 930  | 949  | 1 066 |

| 1962  | 1968  | 1975  | 1982  | 1990  | 1999  | 2006  | 2011  | 2016  |
| ----- | ----- | ----- | ----- | ----- | ----- | ----- | ----- | ----- |
| 1 327 | 1 645 | 2 040 | 2 638 | 2 957 | 2 941 | 2 860 | 3 067 | 3 085 |

| 2021  | 2022  | - | - | - | - | - | - | - |
| ----- | ----- | - | - | - | - | - | - | - |
| 3 072 | 3 080 | - | - | - | - | - | - | - |

La commune de Gasny, avec ses 2 941 habitants (recensement de 1999), est la seule commune de plus de 1 000 habitants de l'ancien canton d’Écos, celui-ci comptant 13 178 habitants répartis dans 23 communes.

## Culture locale et patrimoine

### Lieux et monuments
- Église Saint-Martin[30],[31]. La nef est reconstruite en 1898 par l'architecte Henri Jacquelin.
- Prieuré de bénédictins Saint-Nicaise,  Inscrit MH (1991)[32],[33], du XIIe siècle[34].
- Lieux-dits
  - Le Prieuré : il se trouvait entre l’Epte et le carrefour Saint-Eustache, vers La Roche-Guyon. Les édifices ont été détruits en totalité. Certains vestiges, objets de culte et sépultures ont été mis au jour dans l'ancienne propriété de monsieur Marcel Cressy.
  - Toisy : ancienne cité gallo-romaine (voir histoire), dont quelques vestiges ont été mis au jour au XVIIIe siècle. Les habitants des lieux se livraient à la taille de pierre qu’ils trouvaient en abondance au triège des Bruyères.
Un nombre important de pierres de taille a été recueilli par monsieur Marcel Cressy. C’est une magnifique collection, témoignage d’un travail ancestral local d’une très grande valeur, dont il a fait don à la commune en 1970.
  - La Vausonnière : lieu qui fut très longtemps exploité pour la construction.
La vase (vason) ou boue qu’elle recèle a la propriété de durcir en séchant, et les pierres des maisons anciennes ne sont jointoyées qu’avec cette substance.
  - Le four à chaux des Champs : l'exploitation de ce four remonte à plusieurs siècles et n’a cessé que peu après la guerre de 1870.
  - Le marais de Clerville : marais exploité et mis sous la garde de l'abbaye des Clères[Quoi ?].

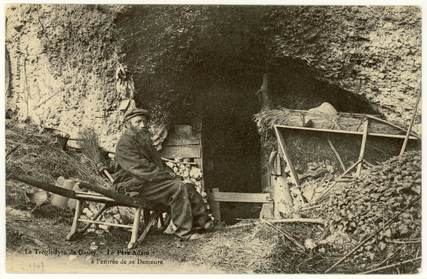
La grotte du père Adam.

- Chemin de Paris : Prolongeant la route de Paris au-delà de Saint-Eustache, à gauche, un simple chemin de terre coupe en biais la colline à droite pour rejoindre la route des crêtes (autrefois nommée des faîtes) vers Chérence.
Ce chemin, dit de Paris, était effectivement emprunté par les voyageurs à cheval ou à pied se rendant à Paris.
À noter que les anciens qui allaient travailler aux champs au-delà de l'Epte disaient qu'ils allaient « faucher en France ».

- Côte du père Adam : Dénomination de la montée vers Vernon par le plateau. Au tournant, un peu avant le sommet, à droite, se trouve une grotte (qui est à ciel ouvert depuis quelques années), dans laquelle habitait un ermite[Quand ?]. Il l'avait fermée par une porte et une fenêtre et s'était fait une courette fleurie puis, de l'autre côté de la route, avait défriché un bout de terrain et planté quelques arbres fruitiers et vignes (celle-ci subsiste dans les fourrés). Il descendait à Gasny une fois par semaine et mourut sur la route un jour de très grand froid. Il n'avait pas d'âge connu, mais un aspect patriarcal qui l'avait fait surnommer le père Descoings.

- Le Mal Assis : voir l'explication dans le paragraphe histoire.

### Patrimoine naturel

#### Site classé
La vallée de l'Epte est un  Site classé (1982).

### Personnalités liées à la commune
- Georges Baptiste François Allix, né à Gasny le 27 juillet 1808, ingénieur militaire du Génie maritime[36].
- Saint Nicaise y serait enterré.
- Pierre Dumont (1884-1936) y a habité.
- Jacques Demy y tourna quelques scènes de Peau d'Âne en 1970.
- Robert Lamoureux y tourna des scènes d'On a retrouvé la septième compagnie en 1973 au moulin des prés au bord de l'Epte, où il construisit un pont à l'usage d'une scène dans laquelle il pétarde ce dernier. L'ouvrage bien réel qui a servi de modèle est celui de Bray-et-Lû (Val-d'Oise), qui enjambe l'Epte.
- César De Cock y a vécu dans les années 1870.

### Héraldique
|  | Les armes de la ville de Gasny se blasonnent ainsi : Tranché d'azur et de gueules ; au bâton en bande déjoint d'argent, haussé à dextre, abaissé à senestre et brochant sur la partition ; à la crosse d'or brochant en barre sur le tout, accompagnée au flanc dextre d'une palme contournée, au flanc senestre d'une fleur de lis et en pointe d'un léopard, le tout d'or. - Remarques : Bande argent : Rivière Epte, coupée au centre, indique le gué emprunté par Nicaise, évêque de Rouen. Crosse : Crosse d’évêque de Nicaise. Palme : Martyre de Nicaise et de ses compagnons. Lys sur fond d’azur : Partie de l’Île-de-France. Léopard sur fond pourpre : Partie de la Normandie. Gasny ayant été le rempart vers l’Île-de-France porte la couronne des villes fortifiées. Devise : Viens et demeure. |

### Culture
- Ganam, festival musical de la commune depuis 2001.